# Day of the Gusano – Live in Mexico
Day of the Gusano – Live in Mexico (englisch für „Tag des Wurmes – Live in Mexiko“) ist ein Live- und Videoalbum der US-amerikanischen Metal-Band Slipknot. Es erschien am 20. Oktober 2017 über die Labels Eagle Vision und Universal Music Group. Die DVD- und Blu-ray-Version sind von der FSK ab zwölf Jahren freigegeben.

## Inhalt
Das Videoalbum enthält den vollständigen Konzertmitschnitt des Auftritts der Band auf dem Knotfest-Musikfestival am 5. Dezember 2015 in Mexiko-Stadt. Dabei spielten sie Lieder ihrer fünf bis zu diesem Zeitpunkt veröffentlichten Studioalben Slipknot, Iowa, Vol. 3: (The Subliminal Verses), All Hope Is Gone und .5: The Gray Chapter.

## Covergestaltung
Das Albumcover zeigt den Kopf eines Steinbocks, der an einer blutverschmierten Wand hängt. Im oberen Teil des Bildes befinden sich die weißen Schriftzüge Slipknot und Day of the Gusano.

## Titelliste
| #  | Titel                    | Länge |
| -- | ------------------------ | ----- |
| 1  | Sarcastrophe             | 4:50  |
| 2  | The Heretic Anthem       | 3:57  |
| 3  | Psychosocial             | 4:36  |
| 4  | The Devil in I           | 6:24  |
| 5  | Me Inside                | 3:08  |
| 6  | Vermilion                | 5:22  |
| 7  | Wait and Bleed           | 2:44  |
| 8  | Prosthetics              | 6:13  |
| 9  | Before I Forget          | 4:26  |
| 10 | Eeyore                   | 3:06  |
| 11 | Duality                  | 4:14  |
| 12 | Custer                   | 4:37  |
| 13 | Spit It Out              | 6:51  |
| 14 | Metabolic / 742617000027 | 4:45  |
| 15 | (Sic)                    | 4:11  |
| 16 | People=Shit              | 5:20  |
| 17 | Surfacing / Til We Die   | 5:03  |

## Chartplatzierungen
Day of the Gusano – Live in Mexico stieg am 27. Oktober 2017 auf Platz 25 in die deutschen Albumcharts ein und belegte in der folgenden Woche Rang 85, bevor es die Top 100 verließ.

## Rezeption
| Professionelle Bewertungen | Professionelle Bewertungen |
| -------------------------- | -------------------------- |
| Kritiken                   |                            |
| Quelle                     | Bewertung                  |
| metal.de                   | [ 4 ]                      |

Tobias Kreutzer von metal.de bewertete Day of the Gusano – Live in Mexico mit fünf von zehn möglichen Punkten. Das Videoalbum sei „ein liebloser Hybrid aus solider Live-Darbietung und hölzernem Doku-Material.“ Zwar spiele Slipknot „eine hochprofessionelle und gewohnt mächtige Show herunter,“ doch gäbe es von vielen Bands „schon ausgereiftere, ehrlichere und wärmere Band- und Fan-Portraits.“